# Kiejtés
A fonetikában a kiejtés terminusnak több jelentése van. Az egyik a beszédtevékenység fiziológiai folyamataira vonatkozik, a beszédhangok és a hangsorok képzésére, artikulációjára. Egy másik arra utal, hogy milyen módon történnek ezek a folyamatok a konkrét hangok és hangsorok, valamint a szavak és a szócsoportok esetében. Szó lehet ugyanakkor úgy konkrét egyének kiejtéséről, mint általánosan egy egész olyan közösség ejtési szokásairól, amely egy bizonyos nyelvet vagy nyelvváltozatot (dialektust, szociolektust stb.) beszél. Lehet még szó betűk, betűcsoportok és írott szavak kiejtéséről is, arra utalva, hogy miképpen felel meg a nyelv írott aspektusa a beszéltnek.

## Helyes kiejtés és hibás kiejtés
Mint a nyelv összes többi területén, a fonetikain is véthetnek hibákat a beszélők. A tisztán leíró, nem normatív, nem előíró, nem kijavító nyelvészet ebben csak a sztenderdtől lát eltérést, nem a nyelv szabályaitól általában. Nézetében mindegyik nyelvváltozatnak megvan a saját normája. Ennek a nyelvészeti irányzatnak a nézetében egyetlen anyanyelvét használó normális felnőtt nyelvhasználata sem tekinthető hibásnak, ha nem nyelvbotlás. Szerinte csak az hiba, ami a nyelv egészének a szabályaitól tér el, például ha valaki magyarul a házból szóalak helyett a házből szóalakot mondja.
Anyanyelvüket használó egyes személyek nyelvi hibái organikus, funkcionális, pszichés eredetűek. Ilyenek a pöszeség, a raccsolás, a hadarás, a dadogás stb. A beszédhibák tanulmányozásával, javításával a logopédia foglalkozik.
Akármelyik anyanyelvét beszélő normális személy véthet alkalmi hibákat, azaz nyelvbotlásokat, amelyekről tudja, hogy hibák, és rendszerint azonnal kijavítja őket. Ilyen például szóeleji beszédhangok felcserélése két olyan szó között, amelyek alakját csak ezek különböztetik meg, pl. (angolul) left hemisphere ’baloldali agyfélteke’ helyett heft lemisphere.
Anyanyelvüket tanuló gyerekek is hibáznak, hangokat helyettesítve (pl. csicsa vs. cica), hangokat kihagyva (eme vs. elment), szótagokat egymással felcserélve (csicsa vs. csacsi), hibás hasonulásokat eszközölve (amma vs. alma), szabályos hasonulásokat nem alkalmazva (vajval vs. vajjal), hang időtartamát nem betartva (aba vs abba) stb.
A számukra idegen nyelvet beszélők is hibáznak, főleg a tanulása időszakában, mivel nem ismerik a szabályokat, vagy még nem gyakorolták be őket. Hibáiknak az egyik oka az ún. „interferencia” vagy „negatív transzfer”. Ez abban áll, hogy az anyanyelvük egyik vagy másik szabályát alkalmazzák az idegen nyelvre. Fonetikai interferencia például idegen beszédhang kiejtése úgy, ahogy az anyanyelvben, pl. a spanyol vagy orosz [r] kiejtése [ʁ]-ként a francia ajkúak által.
A normatív nyelvészet, a nyelvművelés vagy a nyelvtanítás a sztenderd nyelvváltozatot veszi alapul, és azt kezeli hibaként, ami ebben megállapított szabálytól tér el. A kiejtésre vonatkozó ilyen szabályokat az ortoépia (helyesbeszéd) tárgyalja, és a szavak szerintük való helyes kimondása kiejtési szótárakban jelenik meg. Az ortoépiához viszonyított hibákat olyan beszélők vétik, akik nem ismerik eléggé a sztenderd nyelvváltozatot, akkor is, ha olyan anyanyelv-változatuk van, amelyet nagyon jól ismernek. Olykor az ilyen beszélő azért hibázik, mert meg akar felelni a sztenderdnek. Az ilyen hiba neve „hiperkorrekció (túlhelyesbítés)”, amikor a beszélő analógia útján olyan szabályokat alkalmaz, amelyek más esetekre érvényesek, pl. (angolul) potato ’burgonya’ (sztenderd kiejtése [pəˈteɪtəʊ]) kiejtése [pəˈtɑːtəʊ]-ként analógia útján a tomato [təˈmɑːtəʊ] ’paradicsom’ kiejtésével.
Egyike a hibás kiejtéseknek a metatézis, amely legtöbbször szó beszédhangjai vagy szótagjai helyének a felcserélése akármelyik fentebb említett esetben. Példák:
(magyarul) csicsa vs. csacsi;
(angolul) aks vs. ask ’kér, kérdez’;
(franciául) aréoplane vs. aéroplane ’repülőgép’;
(románul) potrocală vs. portocală ’narancs’;
(oroszul) раболатория (rabolatorija) vs. лаборатория (laboratorija) ’laboratórium’.

## Kiejtési hiba a nyelvtörténetben
Akárcsak egyéb jelenségek, amelyek hibák a nyelvtörténet bizonyos pillanatában, a kiejtési hiba is hozzájárulhat a szavak fejlődéséhez. Ilyen többek között a metatézis. Eleinte a kiejtést megkönnyítő jelenségről van szó, amelyet utólag elfogad a nyelvközösség, szentesíti a közhasználat, majd a nyelv sztenderdje is magába iktatja. Példák ilyen metatézisekre:
(magyarul) ténfereg < féntereg;
(angolul) bird ’madár’ < óangol brid;
(franciául) fromage ’túró, sajt’< latin formaticum;
(spanyolul) milagro ’csoda’ < miraglo < latin miraculum;
(olaszul) chioma ’sörény’ < *clŏma < latin cŏmŭla;
(románul) frumos ’szép’ < latin formosus;
(BHMSZ) žlica ’kanál’ < ószláv lžica < protoszláv lьžica.